# 바누 칼브
바누 칼브(Banu Kalb, 아랍어: بنو كلب, 로마자: Banū Kalb)는 주로 아라비아 북서부와 시리아 중부의 사막과 대초원에 거주하는 아랍 부족이었다. 4세기 초에 비잔틴 제국의 동부 국경의 부족 정치에 관여한 것으로 추정한다. 6세기까지 칼브는 대체로 기독교를 받아들였고 비잔틴 아랍 동맹국의 지도자인 가산족(Ghassanids)의 권위 아래 놓였다. 이슬람 예언자 무함마드의 생애 동안 그의 가까운 동료 중 몇몇은 칼브계였으며 그 중 가장 저명한 인물은 자이드 이븐 하리타(Zayd ibn Haritha)와 디히야(Dihya)였지만 부족 대부분은 632년 무함마드가 사망할 때까지 기독교인으로 남아 있었다. 이슬람교도들은 칼브가 중립을 유지한 비잔틴 시리아 정복에서 상당한 진전을 이루었다. 상당한 군사적 경험을 가진 대규모 유목민 부족인 칼브는 이슬람 국가의 핵심 동맹으로 여겨졌다. 칼브의 주요 씨족은 우마이야 왕조와 결혼 관계를 맺었으며 이 부족은 무아위야 1세(r. 661–680)의 통치부터 압드 알말릭 이븐 마르완의 초기 통치(r. 685–705) 기간에 군사적 토대를 이루었다.
이슬람 이전에 칼브는 알 자우프와 와디 시르한 지역뿐만 아니라 시리아와 이라크 사이의 광활한 사막인 사마와 지역을 지배했다. 무슬림 정복 이후, 이 부족은 골란고원, 요르단 계곡 북부, 다마스쿠스 지역, 홈스와 팔미라 주변에서 지배적인 위치를 차지하면서 시리아 본토까지 세력을 확장했다. 11세기에 파티미드 통치가 진행됨에 따라 다마스커스와 팔미라 사이의 부족의 주요 집중은 다마스쿠스, 하우란, 안티레바논 산맥 사이의 정착 지역으로 이동했다.